# Wassili Wassiljewitsch Starkow

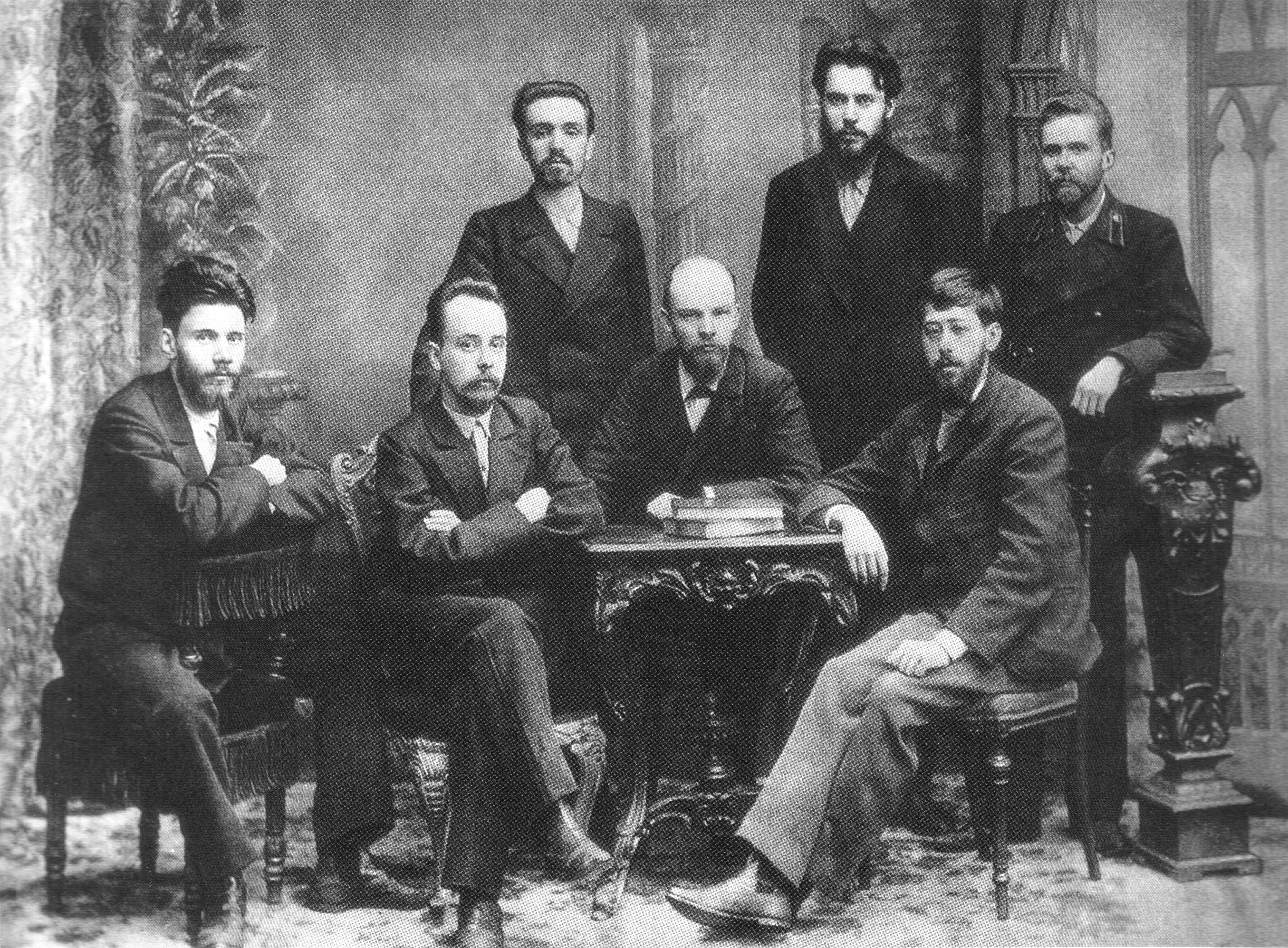
Mitglieder des „Kampfbundes zur Befreiung der Arbeiterklasse“ in Sankt Petersburg (1897), Starkow (sitzend, ganz links).

Wassili Wassiljewitsch Starkow (russisch Василий Васильевич Старков; * 13. Novemberjul. / 25. November 1869greg. in Kamennaja Sarma, heute Rajon Jerschow, Oblast Saratow; † 26. April 1925 in Berlin) war ein russischer Sozialdemokrat und aktiver Teilnehmer an der revolutionären Bewegung in Russland.

## Leben
Starkow, Sohn eines Angestellten, studierte von 1889 bis 1894 am St. Petersburger Technologischen Institut. 1890 schloss er sich einem marxistischen Studentenkreis an. Er gehörte zur Gruppe um Stepan Iwanowitsch Radtschenko (1869–1911), zu welcher Wladimir Iljitsch Lenin 1893 stieß, als er das erste Mal nach Petersburg kam.
Starkow war 1895 Mitbegründer des Petersburger Kampfbundes zur Befreiung der Arbeiterklasse und wurde Mitglied der Zentralgruppe des Kampfbundes. Am 9. Dezember 1895 wurde er verhaftet, verbrachte sechzehn Monate im Schpalernaja-Gefängnis in Petersburg und wurde 1897 in den Rajon Minussinsk verbannt. Ab 1900 arbeitete er in Krasnojarsk, Omsk, Kirschatsch und Brjansk. In Brjansk wurde er ein zweites Mal verhaftet und anschließend in einem Petersburger Gefängnis inhaftiert. 1904 ging er nach Baku, wo er die Leitung eines Kraftwerks übernahm. Zwischen 1907 und 1910 zog er sich aus der aktiven Parteiarbeit zurück, hielt jedoch Kontakt zu den Bolschewiki.
Ab 1907 war er stellvertretender Leiter der Moskauer Straßenbahn und wurde 1917 zum Direktor eines Elektrizitätswerks in Moskau ernannt. Ab 1920 arbeitete er für das Volkskommissariat für Außenhandel und 1921 wurde er zum stellvertretender Handelsvertreter Sowjetrusslands bzw. der Sowjetunion in Deutschland ernannt. Er starb 1925 in Berlin an Herzversagen.